# Белополяне
Белополяне е село в Южна България. То се намира в община Ивайловград, област Хасково.

## География
Село Белополяне е разположено на един от най-източните ридове на Източните Родопи, на 12 km южно от Ивайловград и непосредствено до българо-гръцката граница. Областният център Хасково е на около 117 km, а другият близък областен град – Кърджали, е на 107 km. До селото се стига от основния път от общинския център Ивайловград към коритото на Бяла река и разположените по поречието селца. След с. Свирачи се отклонява асфалтов път към Белополяне. В покрайнините на селото има няколко извора. В южния край на селото до мелницата се намират „Трите чешми“ – основен водоизточник на селото в миналото.

## Климат, почви, архитектура
Това е най-югоизточната част на Родопите, където са едни от най-добрите за България почвени и климатични условия за развитие на лозарство, и особено за отглеждането на висококачествени червени сортове.
Липсата на големи промишлени предприятия и спецификата на релефа правят този район един от най-екологичните в България. Климатът е преходно-средиземноморски и близостта на Бяло море (около 60 км по права линия) оказва своето благотворно влияние. Надморската височина е между 70 до 350 м, а общата сумарна годишна температура на региона е над 4000⁰ C – една от най-високите в България. Местността, в която са разположени масивите, е с карбонатни черноземни почви, средно ерозирани, тежко песъкливо-глинести, средно каменисти.
Къщите в селото са разнообразни – бубарски и за отглеждане на тютюн. Къщите са направени от мек камък.

## Природни забележителности
Пещерата при село Белополяне, община Ивайловград, е природна забележителност от 1978 година. Тя има защитена площ от 80 ха. Природният обект е под грижите на държавно лесничейство Ивайловград. „Белополянска пещера“ Пещера, Диаклазна, Няма археология Пещерен район: Крумовградски район Други имена: „Коджа кая“ Местност: Коджа кая Населено място: с. Белополяне, общ. Ивайловград, Хасковска област Обща дължина: 140 Денивелация: 8 Дълбочина минус: -8 Изкачване плюс: 0 Надморска височина: 360 О П И С А Н И Е връх Коджа кая, на 300 м. ЮИ над Ликан чешме. Пещерата е картирана от Борис Колев, Иван Бахчеиванов, Методиев Клубна експедиция на Клуб „Аида“ Хасково през 1972 г. в мащаб 1:300.
Недалеч от селото в района на Ликан чешма е най-малката защитена територия в общината – местността „ЛИКАНА“ (3 ха). Обявена с цел опазване на единственото открито в България находище на диворастящата орхидея Дремников главопрашник. Известна като царството на орхидеите, „Ликана“ привлича с впечатляващо богатство на редки растения, в т.ч. 15 вида орхидеи. Сред тях, наред с дремниковия главопрашник, специален интерес представляват двурогата, паяковидната и обикновената пчелици, пърчовката, недоразвитият лимодорум, пеперудо-цветният салеп и пирамидалният анакамптис-защитени видове, които са с национално и европейско значение.
От януари 2013 г. е обявена със заповед на министъра на околната среда защитена местност „Находище на Триразделнолистен ериолобус-Даневата чешма“. Включен в Световния списък на застрашените дървета като рядък вид. Листопадно дърво, високо до 10 m, короната овална до разперена. Листата със сърцевидна основа, дълбоко триделни, по ръба назъбени, дълги 5 – 7 cm. Цветовете по 6 – 8 в сенниковидни съцветия, бели, 3 – 4 cm в диаметър, ароматни. Чашчелистчетата и венчелистчетата по 5, тичинките 20 – 30. Плодовете продълговато-яйцевидни до сферични, светложълти, с каменисти клетки, ядливи след угниване, тръпчиви. Цв. V–VI, пл. ІХ–Х. Насекомоопрашващо се растение. В България са известни 2 дървета, на около 3 km едно от друго. В миналото е имало още едно дърво в района. Дърветата плодоносят и семената са жизнеспособни, но няма естествено възобновяване.
Общо разпространение – Източното Средиземноморие (Сирия, Ливан, Израел, Североизточна Търция, България).
В западна посока от селото се намира Белополянският водопад, малко известен и трудно откриваем.

## История, бит
Изцяло българско село в Източните Родопи, не се знае кога е създадено със сигурност. Старото име е Акалан. Преименувано на Белополяне през 1934 г. До Балканската война селото е населено изключително с гърци. След войната, през 1914 година, гръцкото население напуска селото и на тяхно място се заселват българи бежанци от Мала Азия – населяващи дотогава различни села в района от Чанаккале до Балъкесир (Република Турция). В Белополяне се заселват предимно българи от селата Коджабунар и Сьоют в Мала Азия – 35 семейства със 164 души: от Сьоют – 15 семейства със 78 души, и от Коджа бунар – 20 семейства с 86 души.
В селото се заселват и много бежанци от съседното село Сив кладенец, което е опожарено през Балканската война. От старото гръцко население са останали и няколко семейства. По-голямата част от гръцкото население се е изселило в с. Караклисе (на гръцки: Μαυροκκλήσιον, Мавроклисион) е село в община Орфеас, област /сега регионална единициа/ Еврос в Североизточна Гърция. Името Караклисе е с турски произход и означава Черна черква, също значение има и новото гръцко име Мавроклиси.
Белополянци се отличават с трудолюбие и силно българско самосъзнание.
Голяма част от настоящите жители на селото са потомци на т.нар. малоазийски българи, т.е. българи живели в Мала Азия, до балканските войни. Първите по-значими преселвания обратно в Родината са от времето на Балканската война, когато турската армия започва да мобилизира български момчета. Против волята им момчетата са мобилизирани и изпратени на фронта срещу войските на собствения си народ. С риск за живота си някои от тях преминават фронтовата линия, за да минат на българска страна.
След войната е подписана спогодба между България и Турция и е направена размяна на малцинства. Масовото завръщане на малоазийци в България е организирано и извършено на няколко пъти. По спомени на съвременници, след като се качват на един от корабите, мъжете изхвърлят фесовете си в морето, което почервеняло наоколо. Един от корабите акостира на Черноморското крайбрежие, а бежанците, завърнали се с тях, се заселват в Бургаско и Варненско. Други кораби акостират в Дедеагач и пътуващите с тях се заселват в Беломорска Тракия. След края на войната настанените в Беломорска Тракия (тогава българска) се изместват и заселват по-късно в района на настоящата община Ивайловград
През 19 век българската общност в Мала Азия (Анадола) живее в един от най-труднодостъпните райони на областта, встрани от главни пътища, в някогашните санджаци Балъкесир и Калеи султание (Чанаккале). В района има около тридесетина български села, повечето запазени до 1914 г. Те влизат в административните граници на каазите Баля, Бандърма, Гьонен, в днешния вилает Балъкесир и каази Лапсеки и Боашехир (Бига), в днешния вилает Чанаккале.
Жителите на тези села пазят българското си национално съзнание, бит, език, православна християнска вяра, традиционна българска народна словесна култура и фолклор.
Села от района на Балъкесир Коджапънар, Мандър, Аладжа баир, Гьобел, Киллик, Кубаш, Ново село (Йеникьой), Сьоют, Ташкеси, Тьойбелен, Хаджи Паункьой, Чалтък, Читак, Юрен. Села от района на Чанаккале Урумче, Чатал тепе, Байрамич (община), Маната, Ново село (Чифлик), Симавла, Стенгелкьой.
Информацията за времето на преселването и за българските области и селища, от които са дошли, са противоречиви. Единодушие съществува за причините, поради които тези българи са напуснали родните си места и са дошли в Мала Азия – религиозни преследвания, насилия от страна на местните османски власти, от кърджалии, даалии и други разбойници и грабители, търсене на по-спокоен живот и сигурност, търсене на работа и по-добър поминък. Поради междуособиците в Османската империя и кърджалийското движение, в края на XVIII и XIX в. започва масово изселване на българското население към Мала Азия.
През тези столетия в чужда земя, далече от своя народ, те са запазили будно българско народностно съзнание. Изолирани и обградени от градове и села, населени с турци и гърци, те създали един свой, български кът, един малък, затворен в себе си български свят, в който са се запазили от претопяване и изчезване. Живели са така, както са живели в старата родина – със своя български бит, език и вяра, с неизменното чувство за принадлежност към българския народ, от който се смятали за неделима частица.
Една от основните причини тези българи да се преселят в Мала Азия е бил стремежът им да оцелеят и да се запазят като българи-християни от грозящата ги опасност да бъдат ислямизирани и потурчени. Единствената причина да се завърнат в България след Освобождението ѝ е била пак да си останат българи.
За времето на преселването и основаването на българските села в Северозападен Анадол се сочат 16-и, 17-и и 18 век, първата и втората половина на 19 век, до Освобождението на България.
В Коджапънар, най-голямото село в района на Балъкесир, се заселили в 1721 г. От него са се родили цели пет села. От него са се отделили наши хора и са заселили селата Йеникьой (Ново село), Сьоют, Кубаш, Киллик, Тьойбелен, Аладжа баир." Според съществуващите сведения повечето от българските села в района на Балъкесир са създадени едновременно с или от преселване от двете най-големи български села в района: Коджа бунар и Мандър, затова значително внимание в историята на малоазийци заема историята на тези две села.
За коджабунарци се знае, че са преселници главно от ивайловградските села Деве дере (Камилски дол), Хухла и Юбрююрен (Горноселци).
Земеделието и скотовъдството били основният поминък на малоазийци. Произвеждани били всички видове зърнени храни и земеделски култури, познати от България: пчинца (пшеница), ръж, ичюмень (ечемик), рапка (царевица), патати (картофи), леща, фасул, църен боб (бакла), бял лук (чесън), сугань (лук), лахана (зеле), лахуть (нахут), тютюн, кетень (лен) и други. Всяко семейство имало лозе, някои се занимавали с бубарство и пчеларство, във всяко село имало много овошки сред тях и характерни за региона като маслини.
Особено застъпено било скотовъдството, много семейства притежавали големи стада овце и по-малко едър добитък.
Някои от мъжете са работели и в съседните златни мини. Застъпено било и въглищарството.

## Религия
Единственият религиозен паметник в село Белополяне е църквата „Свети Атанасий“. Тя е забележителен представител на възрожденската култова архитектура от първата половина на XIX в. Интериорът също е оригинален – отличава се с уникална за района триетажна галерия и масивни мраморни свещници.
Храмът е обявен за паметник на културата. Иконите на иконостаса имат висока художествена стойност. Голяма рядкост са две поклоннически икони, донесени чак от Божи гроб в Йерусалим. Особено внимание заслужава и дарохранителницата, украсена с много живописна апликация.
Църквата е действаща, отворена е на всички християнски празници, но само на храмовия празник Св. Атанасий (18 януари, 2 май) има литургия с курбан за здраве през месец май.
Храмът се намира в центъра на селището. Строен е през 1838 г. от български майстори от околните села. Главен майстор-строител е бил Анастасий.
Църквата е типично възрожденска трикорабна псевдобазилика с многостенна профилирана апсида, с висок среден и по-ниски странични кораби, с дървени обтегачи. Цялата е построена от добре обработени каменни блокове. Входовете и прозорците са оформени с профилирани каменни рамки. Покривът е двускатен със скосявания от изток и запад, със стари керемиди.
Фасадите се характеризират с богатата си каменна пластика. Тя украсява дори и високия каменен зид на двора. До стилизиран двуглав орел с кръст и растителни орнаменти, в камъка е изписано името на главния майстор. В ниша, в каменен блок е оформен „цъфтящ кръст“, а над него силно стилизирано „дърво на живота“.
Най-интересен обаче е седмоглавият звяр от оградния зид. Тази ламя се изобразява обикновено в сцените от Апокалипсиса /Откр. на Йоан, гл. 12/, обаче с живописни средства. Тук имаме само каменен релеф на ламята без огнената река и слънчевата жена – светица, както е при стенописите. Всички подробности от сюжета са спестени. Творецът е акцентирал само върху чудовището. По този начин в Белополяне ламята се превръща в пазител на храма. Плочата със змея е с нарушена цялост /фрагментирана на няколко части/ и се съхранява в римската вила Армира край Ивайловград.
Петостенната камбанария е при оградата на храма, срещу апсидата. Петостенен постамент преминава в тяло с ъглови пиластри, с капители. Във височина има стесняване на камбанарията, пиластрите във високата част са без капители. В горната част тамбурът е със сложна конструкция от монолитни колони и арки. Основата на купола стъпва върху собствени, изградени от камъни арки, а покритието е с плочи и ламарина. Завършва с кръст. Каменните арки, колони и квадри са прецизно обработени.

В храма на Белополяне са открити икони, датирани от преди 1838 г., вероятно са донесени там от по-стари църкви. Те са събрани през 1985 г. от експедиция и са изложени в колекцията на ИМ – Кърджали.

## Личности, родени в Белополяне или свързани със селото
1.Полковник Георги Тетереков – началник на гранични войски от 1 октомври 1992 – 30 ноември 1994 и 1997 г.
2.Янчо Данев – педагог, учител по химия в гимназията в Ивайловград и селскостопанския техникум в Садово,
автор на учебник по аналитична химия за студенти.